# Fernand Nédée
Fernand Nédée (Antwerpen, 7 februari 1930 – aldaar, 3 augustus 1980) was een Belgisch bankier, ondernemer en hoogleraar.

## Levensloop
Fernand Nédée studeerde rechten en economische wetenschappen aan de Universiteit Namen, de Katholieke Universiteit Leuven en de Universiteit van Chicago in de Verenigde Staten.
Hij was van 1955 tot 1956 commissaris van het Vlaams Verbond van Katholieke Scouts, in opvolging van Maurits Coppieters.

### Bankensector
Na zijn studies was Nédée werkzaam bij de Banque d'Anvers van 1957 tot 1960 en als kabinetsmedewerker van premiers Gaston Eyskens en Théo Lefèvre (CVP) van 1960 tot 1963. Vervolgens werd hij door Maurits Naessens de bankensector ingeleid. Hij werd in 1964 directeur van de Antwerpse zetel van de Bank van Parijs en de Nederlanden, ook wel gekend als Paribas. In 1971 werd hij afgevaardigd bestuurder van de holding Cobepa en in 1974 voorzitter van de raad van bestuur van de Belgische tak van Paribas. In 1976 werd Nédée voorzitter van Cobepa.

### Academische carrière
Nédée doceerde economie in Brussel en Namen, en aan de Universitaire Faculteiten Sint-Ignatius Antwerpen (Ufsia). Hij was nauw betrokken bij de uitbouw van het Antwerps universitair onderwijs. Zo was hij voorzitter van de algemene vergadering van Ufsia bij de omvorming ervan tot een universitaire instelling in 1970.
Samen met Laurent Vandendriessche, Camille Paulus en Jos Couturier was hij verantwoordelijk voor de oprichting van een nieuwe universiteit in Antwerpen, de Universitaire Instelling Antwerpen, waar Nédée van 1971 tot 1976 de eerste voorzitter was.
Hij bracht onder meer de universitaire campus en het Universitair Ziekenhuis in Wilrijk tot stand.

### Overige activiteiten
Nédée was in 1968 medestichter van De Financieel-Economische Tijd.
In 1976 was hij betrokken bij het redden van de krant De Standaard, waarvan de uitgever, De Standaard-groep, failliet ging. Nédée plaatste reder André Leysen als topman van de krant, die voortaan door de Vlaamse Uitgeversmaatschappij werd uitgegeven.
Hij was tevens penningmeester van de CVP en animator van de CEPESS-studiedienst.
Nédée was tevens eigenaar van de Priorij van Corsendonk, een voormalig augustijnenklooster in Oud-Turnhout. Van 1971 tot 1975 overzag hij de restauratie van de priorij en de inrichting van een conferentiecentrum aldaar.
Nédée overleed in 1980 aan de gevolgen van kanker.
Een auditorium van de Universiteit Antwerpen, de Aula Fernand Nédée, is naar hem vernoemd.